# Kim Kwang-ho
Kim Kwang-ho (* 27. September 1988) ist ein ehemaliger nordkoreanischer Eishockeyspieler.

## Karriere
Kim Kwang-ho trat für die nordkoreanische Nationalmannschaft erstmals bei der Weltmeisterschaft 2004 in der Division II an. Auch 2005, 2006, 2009 und 2016 spielte er mit seiner Mannschaft in dieser Spielklasse. Nach dem Abstieg 2009 trat er 2010 in der Division III an und stieg mit dem Team umgehend wieder auf. Da die Nordkoreaner an der Weltmeisterschaft im Folgejahr aus finanziellen Gründen nicht teilnahmen, spielte er auch 2012, 2013 und 2014 in der untersten Spielklasse. Bei allen drei Turnieren verpassten die Nordkoreaner als Zweiter (2012 hinter der Türkei, 2013 hinter Südafrika und 2014 hinter Bulgarien) nur jeweils um einen Platz den Aufstieg in die Division II. Auch 2015, als er erstmals Mannschaftskapitän der Nordkoreaner war, spielte er mit den Ostasiaten wieder in der untersten Spielklasse der Weltmeisterschaften. Diesmal gelang durch einen 4:3-Erfolg nach Verlängerung im entscheidenden Spiel gegen Gastgeber Türkei die Rückkehr in die Division II. Dort spielte er dann bei den Weltmeisterschaften 2016, 2017, 2018 und 2019, als er zum besten Spieler seiner Mannschaft gewählt wurde. Bei den Turnieren 2015 und 2018 fungierte er als Mannschaftskapitän der Nordkoreaner. Anschließend beendete er seine Karriere.
Auf Vereinsebene spielt Kim für Pyongchol in der nordkoreanischen Eishockeyliga und wurde mit dem Klub 2004, 2006, 2007, 2010, 2011 und 2014 nordkoreanischer Meister.

## Erfolge und Auszeichnungen
- 2004 Nordkoreanischer Meister mit Pyongchol
- 2006 Nordkoreanischer Meister mit Pyongchol
- 2007 Nordkoreanischer Meister mit Pyongchol
- 2010 Nordkoreanischer Meister mit Pyongchol
- 2010 Aufstieg in die Division II bei der Weltmeisterschaft der Division III, Gruppe B
- 2011 Nordkoreanischer Meister mit Pyongchol
- 2014 Nordkoreanischer Meister mit Pyongchol
- 2015 Aufstieg in die Division II, Gruppe B, bei der Weltmeisterschaft der Division III